# Magnac-sur-Touvre
Magnac-sur-Touvre település Franciaországban, Charente megyében. Lakosainak száma 3252 fő (2022. január 1.). Magnac-sur-Touvre Garat, L’Isle-d’Espagnac, Ruelle-sur-Touvre, Soyaux és Touvre községekkel határos.

## Népesség
A település népességének változása:
| Lakosok száma | 2393 | 2842 | 2843 | 2987 | 3060 | 3060 | 3139 | 3223 | 3223 | 3252 |
|               | 1968 | 1982 | 1990 | 2006 | 2013 | 2015 | 2017 | 2019 | 2020 | 2022 |